# Đặng Quang Dũng
Đặng Quang Dũng (sinh ngày 21 tháng 10 năm 1992) là một hoạ sĩ truyện tranh và nhà thiết kế đồ hoạ người Việt Nam. Anh thường được biết đến với bút danh Mèo Mốc qua những tác phẩm truyện tranh dành cho mọi lứa tuổi như Nhật ký Mèo Mốc, Tây Du Hí, hay Ly & Chũn. Đến nay anh đã có tổng cộng 20 tập truyện tranh được xuất bản, và được xem là một trong những tác giả truyện tranh Việt Nam thế hệ mới thành công nhất về mặt thương mại.

## Tiểu sử
Đặng Quang Dũng sinh năm 1992 tại Hà Tĩnh, Việt Nam. Anh bắt đầu sáng tác truyện tranh như một sở thích khi đang học tiểu học, khởi đầu bằng việc vẽ lại những trang truyện Doraemon để các bạn cùng lớp đọc. Anh từng theo học tại Trường Đại học Ngoại thương, chuyên ngành Kinh Tế Quốc Tế, và sau đó theo chuyên ngành Thiết Kế Đồ Hoạ tại Singapore. Sau khi tốt nghiệp, anh có thời gian làm việc tại tập đoàn Google Singapore trước khi trở về Việt Nam để hoạt động như một tác giả truyện tranh toàn thời gian. Hiện anh đang sinh sống và làm việc tại Hà Nội.

## Bút danh
Đặng Quang Dũng thường được biết đến với bút danh Mèo Mốc. Tên gọi này bắt nguồn từ nickname thời trẻ của anh, Black Mokona. Cái tên Mokona được thu gọn thành Mốc, kết hợp với Mèo (vì anh thích mèo) đã tạo thành bút danh Mèo Mốc. Đây cũng là tên của nhân vật chính trong series truyện tranh Nhật ký Mèo Mốc, lấy cảm hứng từ cuộc sống thật của anh.

## Sự nghiệp
Đặng Quang Dũng bắt đầu sự nghiệp bằng công việc sáng tác truyện tranh tự do tại một công ty. Ban đầu, công việc của anh là sáng tác và minh hoạ những mẩu truyện hài ngắn cho tạp chí, cũng như một số tranh minh hoạ khác. Chính ở thời điểm này, anh đã bắt đầu sáng tác series truyện tranh mạng của riêng mình, Nhật ký Mèo Mốc.
Nhật ký Mèo Mốc mới đầu được chia sẻ trên Facebook cá nhân của Đặng Quang Dũng, với nhân vật chính là Mèo Mốc. Sau khi trở nên nổi tiếng trên mạng xã hội, series này đã được tổng hợp thành một tập sách để xuất bản vào tháng 10 năm 2014, bởi SkyComics. Tập đầu tiên khi ra mắt đã đạt danh hiệu sách truyện tranh bán chạy nhất Tiki trong nhiều tháng liền và tạo nên một cơn sốt truyện tranh Việt Nam. Đến năm 2023, đã có 7 tập  trong series Mèo Mốc được xuất bản. Những tập gần đây nhất còn được tái bản ngay sau khi phát hành.
Tây Du Hí được bắt đầu sáng tác từ năm 2015. Đây là series truyện dài tập thứ hai của Đặng Quang Dũng. Ban đầu, truyện được trình bày dưới thể thức truyện hài 4 khung (yonkoma).  Bắt đầu từ tập 3 của series, anh quyết định chuyển hướng đi mới cho bộ truyện này vì cảm thấy nó quá giống series Mèo Mốc. Vì vậy, bắt đầu từ tập 4, truyện được trình bày theo bố cục truyện tranh truyền thống, và có nội dung nghiêm túc cũng như tuyến truyện dài phức tạp hơn. Đến năm 2021, đã có 6 tập trong series Tây Du Hí được xuất bản. 
Vào năm 2019, Đặng Quang Dũng đã cho ra mắt một tập truyện tranh mới với tựa đề Nào ta cùng ăn. Với tập truyện này, anh đã đến với cách trình bày có bố cục tranh - thoại rõ ràng hơn, với những đường nét mềm mại hơn.
Năm 2021, tác phẩm Ly & Chũn - Tết là nhất, nhất là Tết! của Đặng Quang Dũng đã đạt giải nhì trong Giải Thưởng Dế Mèn, một giải thưởng văn học thường niên dành cho các tác phẩm thiếu nhi. (Trong năm này, không có giải nhất, và trước đó chỉ có một giải nhất từng trao cho nhà văn Nguyễn Nhật Ánh)

## Thành tựu và giải thưởng
Đặng Quang Dũng là một trong những tác giả truyện tranh Việt Nam có lượng bản in lớn nhất, với ước tính gần nửa triệu bản in. Tháng 6 năm 2021, tác phẩm Ly & Chũn - Tết là nhất, nhất là Tết mang về cho anh giải thưởng Khát Vọng Dế Mèn. Đây là giải thưởng thường niên tôn vinh các tác phẩm sáng tác bởi thiếu nhi và vì thiếu nhi. Giải thưởng này đã ghi nhận Đặng Quang Dũng từ một "hiện tượng truyện tranh" trở thành một tác giả có đủ độ chín, sức bền và sức bật. Năm 2019, anh từng được đề cử vào danh sách hạt giống tiềm năng cho danh sách Forbes 30 Under 30 tại Việt Nam, và phải đến năm 2022 mới chính thức được vinh danh trong danh sách này. Tuy nhiên sau đó, anh cùng nhiều nhân vật khác đã tuyên bố rút tên khỏi danh sách do không đồng tình với cách xử lý khủng hoảng của Forbes Việt Nam.

## Các tác phẩm

### Truyện dài tập
- Series "Mèo Mốc" (7+ tập, từ năm 2014 tới nay)
  - "Nhật ký Mèo Mốc" (2014)
  - "Mèo Mốc - Chuyện đèn đỏ & cái lỗ đen vũ trụ" (2015)
  - "Mèo Mốc - Hành trình tới Singapore" (2016)
  - "Mèo Mốc - Hãy ngắm nhìn bầu trời!" (2017)
  - "Mèo Mốc - Ơ, sinh nhật rồi này?" (2018)
  - "Mèo Mốc - Và Xuân sẽ lại về" (2020)
  - "Mèo Mốc & Thế Giới Diệu Kỳ Màu Xám (2022)
- "Mèo Mốc Black Book" (5+ tập, từ năm 2021 tới nay)
- "Tây Du Hí" (6+ tập, từ năm 2015 tới nay)

### Truyện ngắn
- "Nào ta cùng ăn!" (2019)
- "Ly & Chũn - Tết là nhất, nhất là Tết" (2021)
- "Ba Câu Trả Lời" (2022)

### Truyện tranh mạng
- "Mèo Mốc"
- "Con Oe"
- "Đặc vụ chìm ở quanh ta"

## Hoạt động xã hội

### Sự kiện "tròn vuông tam giác" năm 2018
Năm 2018, những thông tin không đúng sự thật về sách Tiếng việt 1 – Công nghệ giáo dục (TV1 – CNGD) của GS. Hồ Ngọc Đại đã lan truyền mạng xã hội. Những hình tròn, vuông, tam giác được sử dụng làm công cụ học đếm số tiếng đã bị xuyên tạc thành "bảng chữ mới", tạo nên một trào lưu ảnh và video chế giễu, chỉ trích gay gắt, thậm chí xúc phạm giáo sư Hồ Ngọc Đại, người thực hiện bộ sách.
Đặng Quang Dũng đã sáng tác một bộ truyện tranh ngắn với tựa đề "Khoa học cùng Mèo Mốc - Bảng chữ mới". Bộ truyện ngay lập tức nổi tiếng trên mạng xã hội, và được các phương tiện báo chí chính thống trích dẫn để "giải độc" thông tin giả.

### Scandal Ngô Hoàng Anh và Forbes Việt Nam năm 2022
Năm 2022, Đặng Quang Dũng được vinh danh trong danh sách Forbes 30 Under 30 Việt Nam, lĩnh vực nghệ thuật. Đây là danh sách tôn vinh những cá nhân dưới 30 tuổi có thành tựu nổi bật. Cùng trong danh sách năm đó có Ngô Hoàng Anh, được vinh danh ở lĩnh vực khoa học, giáo dục, bị nhiều cựu học sinh cùng trường tố cáo về hành vi quấy rối tình dục qua tin nhắn.
Trước phản ánh của cộng đồng và những thành viên khác của Forbes 30 Under 30 Việt Nam về vụ việc này, tạp chí Forbes Việt Nam chỉ có những động thái úp mở không rõ ràng. Vào ngày 24 tháng 2 năm 2022, tạp chí Forbes Việt Nam ra thông báo quyết định rút tên Ngô Hoàng Anh khỏi danh sách vinh danh với lí do "nguyện vọng qua email của Ngô Hoàng Anh gửi đến tòa soạn", khiến công chúng đặt nhiều nghi vấn.
Ngày 25 tháng 2 năm 2022, Đặng Quang Dũng, trước đó vẫn bày tỏ sự tin tưởng vào Forbes Việt Nam , đã gửi một thông cáo công khai, cho biết anh đã tự rút khỏi danh sách Forbes 30 Under 30 Việt Nam vì không đồng tình với cách xử lý vụ việc của Forbes Việt Nam. Cùng ngày hôm đó, nhiều thành viên khác của danh sách năm 2022 và các năm trước đó cũng đồng loạt lên tiếng, thông báo rút tên, tạo nên một làn sóng "tẩy chay" Forbes Việt Nam.